# Кьензянг (биосферный резерват)
Кьензянг — биосферный резерват во Вьетнаме.

## Физико-географическая характеристика
Резерват расположен на крайнем юго-западе страны и включает 105 островов, крупнейшим из которых является остров Фукуок. Кроме того, резерват включает часть бассейна реки Меконг.
В базе данных всемирной сети биосферных резерватов указаны следующие координаты центральной точки заповедника: 9°58′ с. ш. 104°32′ в. д.. Согласно концепции зонирования резерватов общая площадь территории, которая составляет 11881,05 км², разделена на три основные зоны: ядро — 258,99 км² (из них 138,62 км² акватории), буферная зона — 1725,78 км² (из них 557,87 км² акватории), зона сотрудничества — 9785,91 км² (из них 7891,52 км² акватории).
Ядро резервата включает три национальных парка (в частности, Фукуок, Уминьтхыонг) и один природный заповедник, ещё несколько природоохранных зон расположено в других частях резервата.
Резерват попадает в две климатические зоны: с морским экваториальным климатом и с муссонным климатом. Сезон дождей продолжается с мая по ноябрь. Колебания температур происходят в пределах 25,3—27,1°С, влажности — 80—83 %. Среднегодовой уровень осадков в материковой части составляет 1600—2100 мм, на острове Фукуок — 2400—2900 мм.

## Флора и фауна
Резерват представляет собой несколько экосистем, включая известняковые и карстовые леса, затопляемые и мангровые леса, прибрежные ватты, а также коралловые рифы, озёрные и морские травы. Основными видами растений являются растения семейства Dipterocarpaceae, Trestonia mergvensis, Dacrydium pierrei, Melaleuca cajuputi, Rhizophora, Aegiceras, Bruguiera, Avicennia genuses, Lumnitzera rosea. Мангровые леса резервата представлены 27 видами, они растут вдоль берегов канала и выступают в море. Они формируют барьер, защищающий от шторомых волн. В наиболее выступающей в море части мангровых преобладает Avicennia alba, в затопляемой части основными видами являются Rhizophora apiculata, Bruguiera cylindrica, Sonneratia ovata, Nypa fruticans, Hibiscus tiliaceous, Thespesia populnea, на более устойчивой части суши преобладают Brugueria gymnorhiza и Acrostischum aureum. Кроме того, растительный мир представлен Xylocarpus granatum, Sonneratia lanceolata, Sonneratia alba, Lumnitzera racemosa, Lumnitzera littorea, Excoecaria agallocha, Dolichandrone spathacea, Ceriops decandra, Bruguiera sexangula, Avicennia officinalis, Avicennia marina. Коралловый мир резервата включает 89 видов Scleractinia, 19 видов Alcyonacea, 125 видов коралловых рыб, 132 вида моллюсков, 32 вида иглокожих, 62 вида водорослей.
На территории резервата обитают такие редкие виды как дюгонь (Dugong dugon), Tridacna squamosa, Trochus nilotichu. На островных пляжах ранее откладывали яйца черепахи Eretchmochelis imbricate, Chelonia mydas, но в последнее время такое не наблюдалось.

## Взаимодействие с человеком
На территории резервата проживает более 1 623 834 человек. Основными этническими группами являются вьеты (84 % населения), кхмер-кром (12 %) и хоа (2 %).
На территории резервата расположено несколько исторических монументов, включая крепость Нгуен Чунг Чыка. Основу экономической деятельности региона составляет рыболовство, сельское хозяйство и туризм.